# Rue Saint-Patrice
La rue Saint-Patrice est une voie publique de la commune française de Rouen.

## Situation et accès
La rue Saint-Patrice est une voie de la rive droite de Rouen.

## Origine du nom
Elle porte le nom de l'église Saint-Patrice qui est située dans la rue.

## Historique
Appelée « rue des Balences », « rue de la Hoterie » puis « rue de la Galère », elle prend le nom de rue des Parisiens durant la période révolutionnaire avant de prendre sa dénomination actuelle au début du XIXe siècle.

## Bâtiments remarquables et lieux de mémoire
L'église Saint-Patrice est située dans cette rue.
La rue Saint-Patrice comporte plusieurs édifices protégés au titre des monuments historiques, essentiellement des hôtels particuliers :
- no 13 : Ambroise Fleury (1789-1857), maire de Rouen, y a habité.
- no 24 : hôtel[1]. Alfred Cerné (1856-1937) y a habité.
- no 26 : hôtel[2].
- no 27 : Pierre Derocque (1872-1934), chirurgien, y est né. Alphonse Guilloux y a habité. Henri Marais (1881-1940) y est né.
- no 29 : L'abbé Cochet (1812-1875) y a habité. Raoul Aubé (1845-1921) et Georges-Henri Manesse (1854-1941) y ont habité.
- no 38 : hôtel d'Arras[3]. Il a été occupé par le lycée Jeanne-d'Arc puis par le collège Barbey-d'Aurévilly. Simone de Beauvoir (1908-1986), philosophe, y a enseigné (1932-1937) [4], Annie Ernaux (1940-), écrivaine, y fut élève [5].
- no 42 : hôtel[6].
- no 48 : hôtel de Girancourt[7].
- no 50 : hôtel[8].
- no 53 : Claudine Loquen (1965-), peintre, sculptrice, y a habité[9].
- no 54 : Émile Perrin (1814-1885), directeur de théâtre, y est né.
- no 55 : Édouard Duveau (1839-1917), ingénieur, y est mort.